# Juan Adán II de Liechtenstein
Juan Adán II de Liechtenstein (nacido Johannes Adam Ferdinand Alois Josef Maria Marco d’Aviano Pius; Zúrich, 14 de febrero de 1945) es el príncipe soberano y jefe de Estado de Liechtenstein desde su ascenso al trono, en 1989. Fue príncipe regente durante el reinado de su padre y predecesor, el príncipe Francisco José II, entre 1984 y 1989. Es también duque de Troppau y Jägerndorf desde su ascenso al trono. Por nacimiento es también conde de Rietberg y miembro de la Casa principesca de Liechtenstein.

## Biografía

### Nacimiento
Nació con el nombre de Johannes Adam Ferdinand Alois Josef Maria Marco d’Aviano Pius el 14 de febrero de 1945 en Zürich (Suiza) el hijo primogénito del príncipe soberano Francisco José II de Liechtenstein y de su esposa, la condesa Georgine (Gina) Norberte de Wilczek. Fue su padrino de bautizo el papa Pio XII, representado por el arzobispo Filippo Bernardini, nuncio apostólico en Berna.
Juan Adán nació ya como príncipe heredero de Liechtenstein.

### Educación
En 1969 se graduó en la Universidad de San Galo, Suiza en la carrera de Ciencias Económicas y Empresariales.
Durante el verano de 1966 estuvo estudiando en Madrid. Además de su lengua natal, el alemán, habla inglés, francés y español.

## Matrimonio y descendencia

### Boda
Se casó el 30 de julio de 1967 en la Iglesia Parroquial de San Florián, en Vaduz, con su prima lejana, la condesa Marie Aglaë Kinsky von Wchinitz und Tettau (nacida en 1940 y fallecida en 2021; cinco años mayor que él). Posteriormente, dicha iglesia parroquial fue declarada catedral el 12 de diciembre de 1997 por el papa Juan Pablo II). A la boda asistieron la entonces princesa Sofía de Grecia, junto a su hermana la princesa Irene y su cuñada la reina Ana María de Grecia. La boda se retransmitió en directo por Eurovisión para Alemania, Austria y Suiza.
Durante su luna de miel viajaron a París y a México. El príncipe enviudó el 21 de agosto de 2021 tras el fallecimiento de su esposa la princesa Marie.

### Hijos
- Alois Philipp Maria, príncipe heredero (nacido en 1968).
- Maximilian Nikolaus Maria (nacido en 1969).
- Constantin Ferdinand Maria (1972–2023).
- Tatjana Nora Maria (nacida en 1973).

### Nietos
- Joseph Wenzel (nacido en 1995) hijo del príncipe Alois y la princesa Sophie de Baviera.
- Marie Caroline (nacida en 1996) hija del príncipe Alois y la princesa Sophie de Baviera.
- Georg Antonius (nacido en 1999) hijo del príncipe Alois  y la princesa ophie de Baviera.
- Nikolaus Sebastian (nacido en 2000) hijo del príncipe Alois  y la princesa Sophie de Baviera.
- Lukas Maria (nacido en 2000) hijo de la princesa Tatjana y el barón Matthias Philipp de Lattorf.
- Alfons Constantin (nacido en 2001) hijo el príncipe Maximilian y  Angela Gisela Brown.
- Elisabeth Maria (nacida en 2002) hija de la princesa Tatjana y el barón Matthias Philipp de Lattorf.
- Moritz Emanuel (nacido en 2003) hijo el príncipe Constantin y la condesa Marie Gabriele Kálnoky de Kőröspatak
- Maria Teresa (nacida en 2004) hija de la princesa Tatjana y el barón Matthias Philipp de Lattorf.
- Camilla Katharina (nacida en 2005) hija de la princesa Tatjana y el barón Matthias Philipp de Lattorf.
- Georgina Maximiliane (nacida en 2005) hija el príncipe Constantin y la condesa Marie Gabriele Kálnoky de Kőröspatak.
- Anna Pia (nacida en 2007) hija de la princesa Tatjana y el barón Matthias Philipp de Lattorf.
- Benedikt Ferdinand (nacido en 2008)  hijo el príncipe Constantin y la condesa Marie Gabriele Kálnoky de Kőröspatak.
- Sophia Katharina (nacida en 2009) hija de la princesa Tatjana y el barón Matthias Philipp de Lattorf.
- Maximilian Maria (nacido en 2011) hijo de la princesa Tatjana y el barón Matthias Philipp de Lattorf.

## Príncipe soberano de  Liechtenstein

Estandarte Principesco de Juan Adán II.

El príncipe de Liechtenstein ha disfrutado de unos grandes poderes. En 2003, se realizó en el país un referéndum para revisar la constitución del país y aumentar sus poderes. Amenazó con su partida y la de su familia a Austria si el referéndum no era aceptado.
El 15 de agosto de 2004, Juan Adán II dejó la responsabilidad de tomar las decisiones de gobierno diarias en su hijo, el príncipe Luis, para preparar la transición del poder a una nueva generación, aunque oficialmente Juan Adán continúa siendo jefe de Estado.
Posee el Grupo Bancario LGT y una fortuna personal de 3500 millones de dólares, según la revista Forbes, perdiendo por la recesión económica casi 1500 millones de dólares en un año.
Es el presidente de la Fundación Liechtenstein para la Gobernanza Estatal.
Fue regente de su padre desde el 26 de agosto de 1984 hasta la muerte de este.

## Trabajos publicados
- En 2009, Juan Adán publicó un libro titulado: El Estado en el Tercer Milenio.[7] ISBN 9783905881042
- En 2011, su obra El Estado en el Tercer Milenio fue traducida al castellano por Lluís Miralles de Imperial.[8] ISBN 9788434413207

## Otros datos
- En su niñez fue miembro de los Pfadfinder und Pfadfinderinnen Liechtensteins (Scouts y Guías de Liechtenstein, PPL) en Vaduz.[9]

Actualmente, él sigue involucrado con el movimiento de los Pfadfinder und Pfadfinderinnen Liechtensteins (Scouts y Guías de Liechtenstein, PPL).
- En una entrevista con Radio Liechtenstein en febrero de 2021, el príncipe Juan Adán II expresó su apoyo al matrimonio entre personas del mismo sexo, pero dijo que se oponía a permitir que las parejas del mismo sexo adoptaran.

## Títulos, tratamientos y distinciones honoríficas

### Títulos y tratamientos
| ● 14 de febrero de 1945-13 de noviembre de 1989: | Su alteza serenísima el príncipe heredero de Liechtenstein |
| ● 13 de noviembre de 1989-presente:              | Su alteza serenísima el príncipe soberano de Liechtenstein |

### Distinciones honoríficas liechtensteinianas
- Soberano Gran Maestre de la Orden del Mérito del Principado de Liechtenstein (13/11/1989).[10]
- Medalla conmemorativa del 70.º Aniversario de Francisco José II (16/08/1976).[11]

### Distinciones honoríficas extranjeras
- Caballero de la Insigne Orden del Toisón de Oro (Rama Austríaca, 1961).
- Gran Estrella de la Orden al Mérito de la República de Austria (República de Austria, 1991).[12]
- Caballero de la Orden de San Huberto (Casa Real de Baviera, 25/06/1993).[13]

## Ancestros
|  |                                                                     |  |  |  |  |  |  |  |  |  |  |  |  |  |  |  |
|  | 16. Príncipe Francisco de Paula de Liechtenstein                    |  |  |  |  |  |  |  |  |  |  |  |  |  |  |  |
|  |                                                                     |  |  |  |  |  |  |  |  |  |  |  |  |  |  |  |
|  |                                                                     |  |  |  |  |  |  |  |  |  |  |  |  |  |  |  |
|  | 8. Príncipe Alfredo Luis de Liechtenstein                           |  |  |  |  |  |  |  |  |  |  |  |  |  |  |  |
|  |                                                                     |  |  |  |  |  |  |  |  |  |  |  |  |  |  |  |
|  |                                                                     |  |  |  |  |  |  |  |  |  |  |  |  |  |  |  |
|  | 17. Condesa Julia Eudoxia Potocka-Piława                            |  |  |  |  |  |  |  |  |  |  |  |  |  |  |  |
|  |                                                                     |  |  |  |  |  |  |  |  |  |  |  |  |  |  |  |
|  |                                                                     |  |  |  |  |  |  |  |  |  |  |  |  |  |  |  |
|  | 4. Príncipe Luis Gonzaga de Liechtenstein                           |  |  |  |  |  |  |  |  |  |  |  |  |  |  |  |
|  |                                                                     |  |  |  |  |  |  |  |  |  |  |  |  |  |  |  |
|  |                                                                     |  |  |  |  |  |  |  |  |  |  |  |  |  |  |  |
|  | 18. Príncipe Luis II de Liechtenstein                               |  |  |  |  |  |  |  |  |  |  |  |  |  |  |  |
|  |                                                                     |  |  |  |  |  |  |  |  |  |  |  |  |  |  |  |
|  |                                                                     |  |  |  |  |  |  |  |  |  |  |  |  |  |  |  |
|  | 9. Princesa Enriqueta María de Liechtenstein                        |  |  |  |  |  |  |  |  |  |  |  |  |  |  |  |
|  |                                                                     |  |  |  |  |  |  |  |  |  |  |  |  |  |  |  |
|  |                                                                     |  |  |  |  |  |  |  |  |  |  |  |  |  |  |  |
|  | 19. Condesa Francisca de Paula Kinsky de Wchinitz y Tettau          |  |  |  |  |  |  |  |  |  |  |  |  |  |  |  |
|  |                                                                     |  |  |  |  |  |  |  |  |  |  |  |  |  |  |  |
|  |                                                                     |  |  |  |  |  |  |  |  |  |  |  |  |  |  |  |
|  | 2. Príncipe Francisco José II de Liechtenstein                      |  |  |  |  |  |  |  |  |  |  |  |  |  |  |  |
|  |                                                                     |  |  |  |  |  |  |  |  |  |  |  |  |  |  |  |
|  |                                                                     |  |  |  |  |  |  |  |  |  |  |  |  |  |  |  |
|  | 20. Archiduque Francisco Carlos de Austria                          |  |  |  |  |  |  |  |  |  |  |  |  |  |  |  |
|  |                                                                     |  |  |  |  |  |  |  |  |  |  |  |  |  |  |  |
|  |                                                                     |  |  |  |  |  |  |  |  |  |  |  |  |  |  |  |
|  | 10. Archiduque Carlos Luis de Austria                               |  |  |  |  |  |  |  |  |  |  |  |  |  |  |  |
|  |                                                                     |  |  |  |  |  |  |  |  |  |  |  |  |  |  |  |
|  |                                                                     |  |  |  |  |  |  |  |  |  |  |  |  |  |  |  |
|  | 21. Princesa Sofía Federica de Baviera                              |  |  |  |  |  |  |  |  |  |  |  |  |  |  |  |
|  |                                                                     |  |  |  |  |  |  |  |  |  |  |  |  |  |  |  |
|  |                                                                     |  |  |  |  |  |  |  |  |  |  |  |  |  |  |  |
|  | 5. Archiduquesa Isabel Amalia de Austria                            |  |  |  |  |  |  |  |  |  |  |  |  |  |  |  |
|  |                                                                     |  |  |  |  |  |  |  |  |  |  |  |  |  |  |  |
|  |                                                                     |  |  |  |  |  |  |  |  |  |  |  |  |  |  |  |
|  | 22. Rey Miguel I de Portugal                                        |  |  |  |  |  |  |  |  |  |  |  |  |  |  |  |
|  |                                                                     |  |  |  |  |  |  |  |  |  |  |  |  |  |  |  |
|  |                                                                     |  |  |  |  |  |  |  |  |  |  |  |  |  |  |  |
|  | 11. Infanta María Teresa de Portugal                                |  |  |  |  |  |  |  |  |  |  |  |  |  |  |  |
|  |                                                                     |  |  |  |  |  |  |  |  |  |  |  |  |  |  |  |
|  |                                                                     |  |  |  |  |  |  |  |  |  |  |  |  |  |  |  |
|  | 23. Princesa Adelaida de Löwenstein-Wertheim-Rosenberg              |  |  |  |  |  |  |  |  |  |  |  |  |  |  |  |
|  |                                                                     |  |  |  |  |  |  |  |  |  |  |  |  |  |  |  |
|  |                                                                     |  |  |  |  |  |  |  |  |  |  |  |  |  |  |  |
|  | 1. Príncipe Soberano Juan Adán II de Liechtenstein                  |  |  |  |  |  |  |  |  |  |  |  |  |  |  |  |
|  |                                                                     |  |  |  |  |  |  |  |  |  |  |  |  |  |  |  |
|  |                                                                     |  |  |  |  |  |  |  |  |  |  |  |  |  |  |  |
|  | 24. Conde Juan Nepomuceno de Wilczek                                |  |  |  |  |  |  |  |  |  |  |  |  |  |  |  |
|  |                                                                     |  |  |  |  |  |  |  |  |  |  |  |  |  |  |  |
|  |                                                                     |  |  |  |  |  |  |  |  |  |  |  |  |  |  |  |
|  | 12. Conde Juan Nepomuceno de Wilczek                                |  |  |  |  |  |  |  |  |  |  |  |  |  |  |  |
|  |                                                                     |  |  |  |  |  |  |  |  |  |  |  |  |  |  |  |
|  |                                                                     |  |  |  |  |  |  |  |  |  |  |  |  |  |  |  |
|  | 25. Condesa Emma María Emo Capodilista                              |  |  |  |  |  |  |  |  |  |  |  |  |  |  |  |
|  |                                                                     |  |  |  |  |  |  |  |  |  |  |  |  |  |  |  |
|  |                                                                     |  |  |  |  |  |  |  |  |  |  |  |  |  |  |  |
|  | 6. Conde Fernando María de Wilczek                                  |  |  |  |  |  |  |  |  |  |  |  |  |  |  |  |
|  |                                                                     |  |  |  |  |  |  |  |  |  |  |  |  |  |  |  |
|  |                                                                     |  |  |  |  |  |  |  |  |  |  |  |  |  |  |  |
|  | 26. Fernando Buenaventura, VII príncipe Kinsky de Wchinitz y Tettau |  |  |  |  |  |  |  |  |  |  |  |  |  |  |  |
|  |                                                                     |  |  |  |  |  |  |  |  |  |  |  |  |  |  |  |
|  |                                                                     |  |  |  |  |  |  |  |  |  |  |  |  |  |  |  |
|  | 13. Condesa Isabel Guillermina Kinsky de Wchinitz y Tettau          |  |  |  |  |  |  |  |  |  |  |  |  |  |  |  |
|  |                                                                     |  |  |  |  |  |  |  |  |  |  |  |  |  |  |  |
|  |                                                                     |  |  |  |  |  |  |  |  |  |  |  |  |  |  |  |
|  | 27. Princesa María Josefa de Liechtenstein                          |  |  |  |  |  |  |  |  |  |  |  |  |  |  |  |
|  |                                                                     |  |  |  |  |  |  |  |  |  |  |  |  |  |  |  |
|  |                                                                     |  |  |  |  |  |  |  |  |  |  |  |  |  |  |  |
|  | 3. Condesa Georgina Norberta de Wilczek                             |  |  |  |  |  |  |  |  |  |  |  |  |  |  |  |
|  |                                                                     |  |  |  |  |  |  |  |  |  |  |  |  |  |  |  |
|  |                                                                     |  |  |  |  |  |  |  |  |  |  |  |  |  |  |  |
|  | 28. Conde Juan Bautista Kinsky de Wchinitz y Tettau                 |  |  |  |  |  |  |  |  |  |  |  |  |  |  |  |
|  |                                                                     |  |  |  |  |  |  |  |  |  |  |  |  |  |  |  |
|  |                                                                     |  |  |  |  |  |  |  |  |  |  |  |  |  |  |  |
|  | 14. Conde Octavio Sidonio Kinsky de Wchinitz y Tettau               |  |  |  |  |  |  |  |  |  |  |  |  |  |  |  |
|  |                                                                     |  |  |  |  |  |  |  |  |  |  |  |  |  |  |  |
|  |                                                                     |  |  |  |  |  |  |  |  |  |  |  |  |  |  |  |
|  | 29. Ifigenia Teresa Dadányi de Gyülvész                             |  |  |  |  |  |  |  |  |  |  |  |  |  |  |  |
|  |                                                                     |  |  |  |  |  |  |  |  |  |  |  |  |  |  |  |
|  |                                                                     |  |  |  |  |  |  |  |  |  |  |  |  |  |  |  |
|  | 7. Condesa Norbertina Kinsky de Wchinitz y Tettau                   |  |  |  |  |  |  |  |  |  |  |  |  |  |  |  |
|  |                                                                     |  |  |  |  |  |  |  |  |  |  |  |  |  |  |  |
|  |                                                                     |  |  |  |  |  |  |  |  |  |  |  |  |  |  |  |
|  | 30. Conde Jorge Ladislao Festétics de Tólna                         |  |  |  |  |  |  |  |  |  |  |  |  |  |  |  |
|  |                                                                     |  |  |  |  |  |  |  |  |  |  |  |  |  |  |  |
|  |                                                                     |  |  |  |  |  |  |  |  |  |  |  |  |  |  |  |
|  | 15. Condesa Georgina Ernestina Festétics de Tólna                   |  |  |  |  |  |  |  |  |  |  |  |  |  |  |  |
|  |                                                                     |  |  |  |  |  |  |  |  |  |  |  |  |  |  |  |
|  |                                                                     |  |  |  |  |  |  |  |  |  |  |  |  |  |  |  |
|  | 31. Condesa Eugenia Bárbara Erdödy de Monyrókerék y Monoszló        |  |  |  |  |  |  |  |  |  |  |  |  |  |  |  |
|  |                                                                     |  |  |  |  |  |  |  |  |  |  |  |  |  |  |  |
|  |                                                                     |  |  |  |  |  |  |  |  |  |  |  |  |  |  |  |